# 데라사카 쇼고
데라사카 쇼고(일본어: 寺阪 尚悟, 2004년 6월 6일~)는 일본의 축구 선수이다.

## 구단 경력
그는 2023년 J1리그의 비셀 고베에 입단했다. 7월 J3리그의 FC 류큐로 임대 이적했다. 2024년 비셀 고베로 복귀했다. 8월 J3리그의 FC 기후로 이적했다.